# Kettenbrücke Neuperlach
Die Kettenbrücke Neuperlach ist eine Fußgänger- und Radwegbrücke in München-Neuperlach, die die Verbindung zwischen dem Zentrum Neuperlachs und dem nördlich der Ständlerstraße gelegenen Wohnviertel erleichtert.

## Lage
Der Weg zur Brücke beginnt am Adenauerring zwischen den Gebäuden der Generali Versicherung. Die Brücke überquert von dort in fast 5 m Höhe die Ständlerstraße, eine vierspurige Schnellstraße, deren Trasse als 42 m breiter Autobahnzubringer angelegt wurde und in einem abgesenkten, nach Norden von einem Lärmschutzwall begrenzten Bett verläuft. Anschließend überquert die Brücke mit einer langen Rampe die von außen nicht erkennbare Tiefgarage der umliegenden Wohnblocks und endet an der Plettstraße.

## Beschreibung

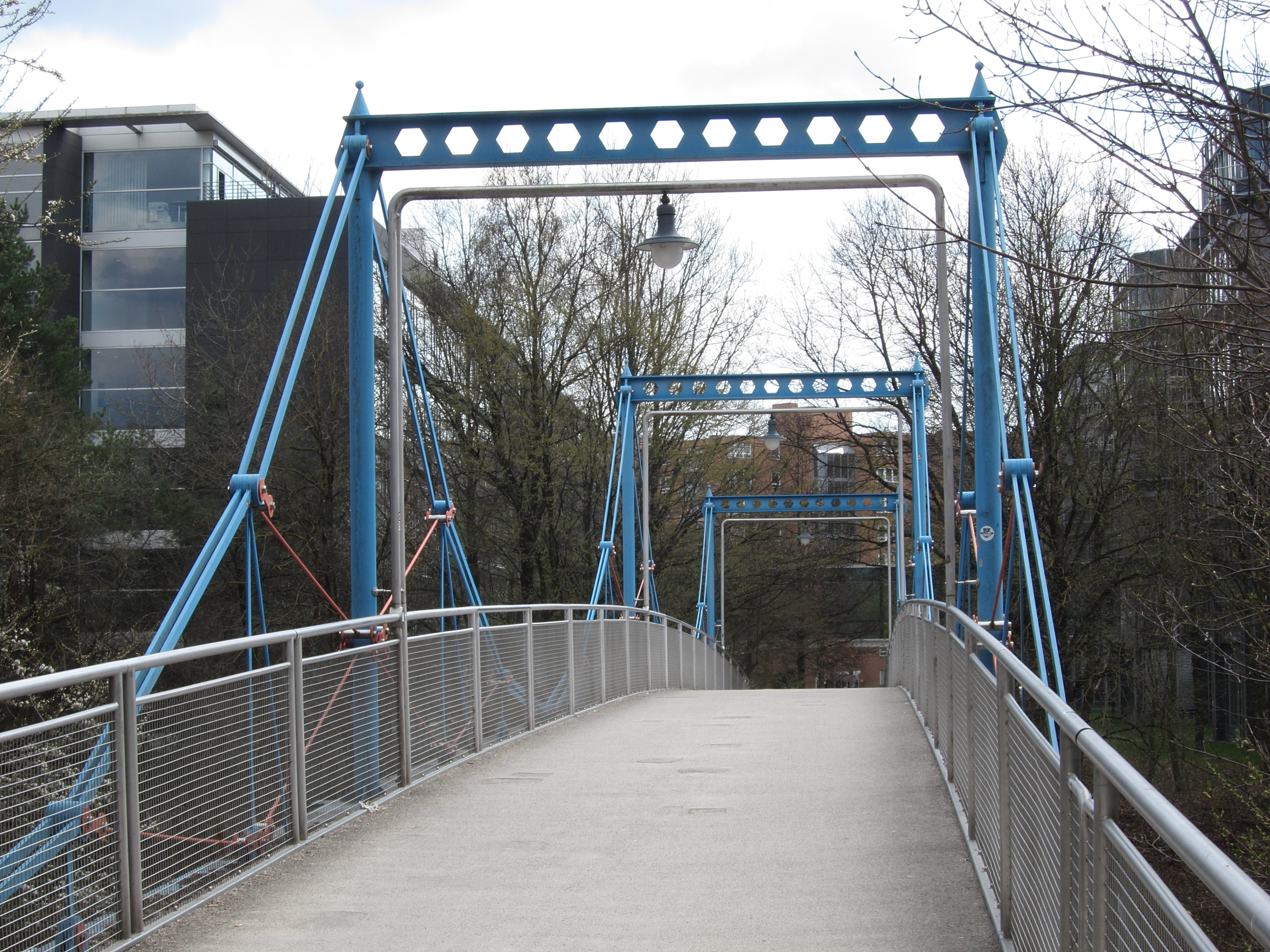

Die leicht und filigran wirkende Stahlbrücke ist ein seltenes Beispiel einer modernen Kettenbrücke. Die an drei Pylonpaaren hängenden Ketten aus  Flachstahl-Augenstäben tragen ein flaches und breites Brückendeck, das auf schmalen Stützen lagert. Die tragende Struktur ist in hellem Blau gehalten, während die der Versteifung dienenden Zugstangen und deren Gelenke in einem matten Rot gestrichen sind. Das von den Pylonen und Tragketten abgesetzte Geländer ist aus Edelstahlrohr, ebenso die mit ihm verbundenen Tragbügel, an denen die Beleuchtung hängt. Die Brücke ist breit genug, dass sie ein schwerer Unimog zum Schneeräumen überqueren kann. Sie hat einen Asphaltbelag.
Anders als die meisten Hängebrücken hat die Kettenbrücke Neuperlach keine Pylone im Sinne von bis zur Spitze durchgehenden Pfeilern, die die gesamte Brückenkonstruktion tragen. Auf den Betonfundamenten stehen vielmehr schlanke, runde Pendelstützen mit kleinen Rollenlagern, die das Brückendeck tragen. Das Brückendeck besteht aus Doppel-T-Trägern an den beiden Längsseiten, die mit der durch Trapezrippen versteiften Platte verschweißt sind. Die wohl nur optischen Zwecken dienenden sechseckigen Aussparungen in den Längsträgern sind genau mit den Trapezprofilen abgestimmt. Das Brückendeck ist eine von Ankerblock zu Ankerblock durchlaufende orthotrope Platte mit Spannweiten von 9,50 m, 19 m, 19 m und 9,50 m. Die Brücke hat über der gesamten Fahrbahn die bei Autobahnen geforderte lichte Höhe von 4,70 m. Das Brückendeck ist insgesamt 4,20 m breit, der Gehweg hat eine Breite von 3,50 m.
Über den Pendelstützen stehen noch etwas schlankere Pylone auf den seitlichen Längsträgern, deren Spitzen durch Doppel-T-Träger verbunden sind, die die gleichen sechseckigen Aussparungen wie die Längsträger aufweisen. Die zwischen diesen Pylonen eingehängten Ketten bestehen aus je sechs doppelt ausgeführten Flachstäben, die mit verbolzten Edelstahlgelenken miteinander verbunden sind. Die Gelenke sind außerdem durch Zugstangen mit den Pylonen bzw. den Längsträgern verbunden, die sämtliche Abschnitte des Hängewerks in Dreiecke unterteilen und dadurch der Brücke die erforderliche Steifigkeit verleihen.
Die Rampe am nördlichen Ende der Brücke steht ebenfalls auf Pendelstützen, deren Lage mit den Verhältnissen der darunter liegenden Tiefgarage abgestimmt werden musste.
Die Brücke wurde von Richard J. Dietrich, Traunstein, geplant und in den Jahren 1990 bis 1992 gebaut.

## Sonstiges
Richard J. Dietrich hat außerdem folgende Brücken geplant:
- Holzbrücke bei Essing
- Drachenschwanz
- Thalkirchner Brücke
- St.-Emmeram-Brücke